# Овруцька районна рада
О́вруцька райо́нна ра́да Жито́мирської о́бласті — орган місцевого самоврядування Овруцького району Житомирської області. Розміщується в місті Овруч, котре є районним центром.

## Склад ради
Загальний склад ради: 34 депутати.
Виборчий бар'єр на чергових місцевих виборах 2015 року подолали місцеві організації шести політичних партій. Найбільше депутатських місць отримала «Європейська солідарність» — 11, далі йдуть Всеукраїнське об'єднання «Батьківщина» — 8, «Опозиційний блок» — 6 депутатів, УКРОП — 4, Радикальна партія Олега Ляшка — 3 місця і партія «Нова Держава» — 2 мандати.
За інформацією офіційної сторінки ради, станом на травень 2020 року діють три депутатські фракції ("Блок Петра Порошенка «Солідарність», ВО «Батькіщина» та РП Ляшка) та п'ять депутатських постійних комісій — з питань освіти, культури, сім'ї, молоді та спорту; з питань агропромислового розвитку, переробної промисловості, земельних ресурсів та відносин та соціального розвитку села, промисловості, будівництва, транспорту, зв'язку та житлово-комунального господарства; з питань регламенту, депутатської етики, законності, правопорядку і прав людини; з питань охорони здоров'я, соціального захисту та питань пов'язаних із Чорнобильською катастрофою та з питань бюджету і спільної власності територіальних громад сіл, селища, міста району.

### Голова
20 листопада 2015 року, на першій сесії районної ради VII скликання, депутати не змогли обрати голову ради.
На другій сесії, 26 листопада 2015 року, головою районної ради було обрано представника «Батьківщини» Віталія Володимировича Китицю.

## Колишні голови ради
- Гетьман Василь Васильович — 1998—2000 роки
- Левківський Микола Григорович — 2000—2010 роки
- Налапій Василь Васильович — 2010—2015